# Onthophagus speculicollis
Onthophagus speculicollis é uma espécie de inseto do género Onthophagus, família Scarabaeidae, ordem Coleoptera.
Foi descrita cientificamente por Quedenfeldt em 1884.